# Turkestan
Turkestan sau Turkistan înseamnă, în limba persană: „Țara turcilor”. Este o regiune aridă în Asia Centrală care se întinde de la Marea Caspică situată în vestul țării până la deșertul Gobi pe o suprafață de 2.500.000 km² cu o populație de 70.000.000 de locuitori.

## Etimologie
Turkestan a aparținut în trecutul îndepărtat de popoarele Iranului denumiți turani. În secolele XIII-XVI regiunea a fost denumită Tatarstan și avea în componență teritorii persane. Până și azi o mare parte din vestul Turkestanului este constituită din depresiunea Turan. Regiunea de unde provin strămoșii turcilor este situată în est, după originea triburilor turcești sund turcii de est și de vest.

## Populația
Turkestanul a jucat un rol hotărâtor la formarea populației turco-tătare de azi. În Turkestan, în vestul Hanatului Cazac,de exemplu a luat naștere Hoarda Buqai ce a fost un nucleu de rezistență a tătaro-cazacilor împotriva expansiunii rusești.
Cea mai mare parte a populației este alcătuită din grupa neamurilor turcești ca de pildă: uiguri, karalkalpaci, kazahi, kirghizi, azerbaidjani, kareimi, meșeti, krimtatari, turci, uzbeci.
În afară de populația enumerată se găsesc în minoritate: perși, (tadjici), afgani, chinezi.

## Limba
Limbile vorbite în Turkestan, mai ales în nord și est sunt limbi turcice cu variante istorice precum karluka, horezmica, ciagatai, și in zilele noastre turkmena, uzbeka, kazaha și kirghiza. În sud - se vorbesc limbi iraniene precum tadjika, hazara, afghana (pashtu) și persana.

## Alcătuire
Turkestanul este compus din 3 părți: 
- Turkestanul de vest alcătuit din părți sudice din Kazahstan, precum și Kirghizstan, Tadjikistan, și Uzbekistan.
- Turkestanul de sud în partea nordică a Afganistanului.
- Turkestanul de est sau Turkestanul chinez cuprinde partea de sud-vest a regiunii autonome Xiniiang-Uyghur.